# Аренс, Луи
Луи Аренс (23 марта 1865, Митава, Добленский уезд, Курляндская губерния, Российская империя — 4 мая 1951, Канны, Франция) — оперный певец (тенор).

## Биография
Еврейского происхождения.
Получил образование в Рижской гимназии, позже обучался в Императорской Московской консерватории под руководством П. И. Чайковского, которую окончил в 1890 году.
Л. Аренс пел в Императорском Большом театре Москвы, операх Берлина, Милана, Неаполя, Турина, в Королевском театре Ковент-Гарден в Лондоне (1894), где с тех пор дал много концертов. В начале XX века — солист Городского театра Регенсбурга.
Автор детской пантомимы «Квартет» (для оркестра) и песни «Die Erinnerung» (для тенора).